# Войцех Ковальчик
Войцех Ковальчик (пол. Wojciech Kowalczyk; нар. 14 квітня 1972, Варшава, Польща) — польський футболіст, гравець збірної Польщі (39 матчів, 11 голів), автор тисячного голу збірної Польщі.

## Клубна кар'єра
З юних років виступав у варшавських клубах. Закінчив лише шість класів початкової школи. Розпочинав в «Олімпії», після чого виступав декілька років у «Полонезі». У листопаді 1990 року перейшов до варшавської «Легії». Справжнім проривом у кар'єрі гравця для Войцеха стала поява у матчі-відповіді 1/4 фіналу Кубка володарів кубків проти «Сампдорії» 20 березня 1991 року, в якому він відзначився двома голами, дозволивши «Легії» дістатися до півфіналу. Незабаром потрапив до збірної Польщі, де дебютував 21 серпня 1991 року в матчі проти Швеції.
У 1992 році разом з олімпійською збірною Польщі завоював срібну медаль на Олімпійських іграх у Барселоні. На цьому турнірі став другим найкращим бомбардиром, поступившись лише партнеру по команді Анджею Юсковяку. Після поразки від «Хайдука» (Спліт), яка не дозволила «Легії» вийти до Ліги чемпіонів, був виставлений на трансфер. У вересні 1994 року, по ходу сезону 1994/95, перейшов до іспанського «Реал Бетісу» за 1 750 000 доларів. У 1998/99 роках виступав в оренді за «Лас-Пальмас». 2001 року знову грав у «Легії». Потім виїхав на Кіпр, де виступав за місцеві «Анортосіс Фамагуста» (2001—2003) та АПОЕЛ Нікосія (2003—2004). У сезоні 2004/05 років перебував у статусі вільного агента. Починаючи з сезону 2005/06 років виступав в А-клясі за АЗС «Абсольвент» (Варшава) (його партнером по команді була інша зірка «Легії» — Кшиштоф Іваницький).
Найбільших успіхів досяг у «Легії». Протягом виступів у «Легії» зіграв 151 матч та відзначився 54-а голами. Разом з командою вигравав чемпіонат Польщі в 1994, 1995 та 2002 роках, а також Кубок та Суперкубок Польщі 1994 року. У футболці «Анотосіса» завоював кубок Кіпру та звання найкращого бомбардира місцевого чемпіонату 2002 року. Найкраще порозумівся з Янушем Вуйчиком, під керівництвом якого виступав в олімпійській збірній Польщі (1991—1992), в «Легії» (1992—1993), а також збірній Польщі (1997—1999).
У 2018 році став граючим головним тренером КТС «Вешло» (Варшава).

## Інша діяльність
Разом зі спортивним журналістом Кшиштофом Становським написав книгу «Коваль. Правдива історія». Спочатку була доступна по частинам на сторінках «Przegląd Sportowy» та «Tempa». Однією книгою весь матеріал опублікований 2003 року видавництвом «Zysk i s-ka». Книга викликала багато суперечок, тому що автор правдиво показує кулуарне футбольне співтовариство в Польщі. Популярність гравця, прямота висловлювань, чесність та його стиль зробили книгу однією з бестселерів 2003 року, а в 2012 році видавництвом «Buchmann» її перевидало.
Співпрацював з редакцією телеканалу Polsat Sport, де займався аналізом та коментарями до футбольних подій. У 2017 році Polsat припинила співпрацю з Ковальчиком, причиною такого рішення були вульгарні записи в Твіттері, пов'язані з політичними питаннями.
У 2018 році він почав вести власну колонку на порталі Weszło.com.

## Кар'єра в збірній
У збірній Польщі виступав з 1991 по 1999 рік, зіграв 39 матчів та відзначився 11 голами. Востаннє футболку національної збірної одягав 10 лютого 1999 року в нічийному (1:1) поєдинку проти Фінляндії. На першій же хвилині цього матчу відзначився голом, який став 1000-м для збірної Польщі.
| №   | Дата              | Місце                  | Суперник   | Результат | Змагання        | Грав   | Примітки  |
| --- | ----------------- | ---------------------- | ---------- | --------- | --------------- | ------ | --------- |
| 1.  | 21 серпня 1991    | Гдиня                  | Швеція     | 2-0       | товариський     | 90'    | Гол       |
| 2.  | 11 вересня 1991   | Ейндговен              | Нідерланди | 1-1       | товариський     | з 72'  |           |
| 3.  | 13 листопада 1991 | Познань                | Англія     | 1-1       | квал. Євро 1992 | з 79'  |           |
| 4.  | 19 травня 1992    | Зальцбург              | Австрія    | 4-2       | товариський     | 90'    | Гол       |
| 5.  | 26 серпня 1992    | Якобстад               | Фінляндія  | 0-0       | товариський     | з55'   |           |
| 6.  | 9 вересня 1992    | Мелець                 | Ізраїль    | 1-1       | товариський     | 90'    |           |
| 7.  | 23 вересня 1992   | Познань                | Туреччина  | 1-0       | квал. ЧС 1994   | з 62'  |           |
| 8.  | 14 жовтня 1992    | Роттердам              | Нідерланди | 2-2       | квал. ЧС 1994   | до 67  | Гол       |
| 9.  | 26 листопада 1992 | Буенос-Айрес           | Аргентина  | 0-2       | товариський     | 90'    |           |
| 10. | 29 листопада 1992 | Монтевідео             | Уругвай    | 1-0       | товариський     | з 46'  | ЖК        |
| 11. | 1 лютого 1993     | Нікосія                | Кіпр       | 0-0       | товариський     | 90'    |           |
| 12. | 3 лютого 1993     | Рамат-Ган              | Ізраїль    | 0-0       | товариський     | 90'    |           |
| 13. | 27 жовтня 1993    | Стамбул                | Туреччина  | 1-2       | квал. ЧС 1994   | до 54' | Гол       |
| 14. | 17 листопада 1993 | Познань                | Нідерланди | 1-3       | квал. ЧС 1994   | 90'    |           |
| 15. | 9 лютого 1994     | Санта-Крус-де-Тенерифе | Іспанія    | 1-1       | товариський     | 90'    | ЖК        |
| 16. | 23 березня 1994   | Салоніки               | Греція     | 0-0       | товариський     | до 45' |           |
| 17. | 4 травня 1994     | Краків                 | Угорщина   | 3-2       | товариський     | 90'    |           |
| 18. | 17 травня 1994    | Катовиці               | Австрія    | 3-4       | товариський     | до 45' |           |
| 19. | 17 серпня 1994    | Радом                  | Білорусь   | 1-1       | товариський     | до 45' |           |
| 20. | 4 вересня 1994    | Рамат-Ган              | Ізраїль    | 1-2       | квал. Євро 1996 | 90'    |           |
| 21. | 25 квітня 1995    | Забже                  | Ізраїль    | 4-3       | квал. Євро 1996 | 90'    | Гол · ЖК  |
| 22. | 7 червня 1995     | Забже                  | Словаччина | 5-0       | квал. Євро 1996 | до 45' |           |
| 23. | 29 червня 1995    | Ресіфі                 | Бразилія   | 1-2       | товариський     | до 63' |           |
| 24. | 16 серпня 1995    | Париж                  | Франція    | 1-1       | квал. Євро 1996 | до 61' |           |
| 25. | 1 травня 1996     | Мелець                 | Білорусь   | 1-1       | товариський     | 90'    | кап.      |
| 26. | 2 червня 1996     | Москва                 | Росія      | 0-2       | товариський     | до 39' | кап.      |
| 27. | 26 лютого 1997    | Гоянія                 | Бразилія   | 2-4       | товариський     | з 46'  |           |
| 28. | 12 березня 1997   | Острава                | Чехія      | 1-2       | товариський     | до 80' |           |
| 29. | 2 квітня 1997     | Хожув                  | Італія     | 0-0       | квал. ЧС 1998   | з 44'  |           |
| 30. | 6 вересня 1997    | Варшава                | Угорщина   | 1-0       | товариський     | 90'    |           |
| 31. | 24 вересня 1997   | Ольштин                | Литва      | 2-0       | товариський     | до 69' | Гол       |
| 32. | 7 жовтня 1997     | Кишинів                | Молдова    | 3-0       | квал. ЧС 1998   | до 60' |           |
| 33. | 25 березня 1998   | Варшава                | Словенія   | 2-0       | товариський     | до 69' | Гол       |
| 34. | 22 квітня 1998    | Осієк                  | Хорватія   | 1-4       | товариський     | до 79' |           |
| 35. | 10 листопада 1998 | Братислава             | Словаччина | 3-1       | товариський     | до 81' | Гол · Гол |
| 36. | 3 лютого 1999     | Та-Калі                | Мальта     | 1-0       | товариський     | до 71' |           |
| 37. | 10 лютого 1999    | Та-Калі                | Фінляндія  | 1-1       | товариський     | 90'    | Гол       |
| 38. | 27 березня 1999   | Лондон                 | Англія     | 1-3       | квал. Євро 2000 | з 68'  |           |
| 39. | 31 березня 1999   | Хожув                  | Швеція     | 0-1       | квал. Євро 2000 | з 70'  |           |

## Досягнення

### Клубні
«Легія»
- Екстракляса
  -  Чемпіон (4): 1992/93 (згодом Польський футбольний союз позбавив клуб титулу), 1993/94, 1994/95, 2001/02
- Кубок Польщі
  -  Володар (1): 1993/94
- Суперкубок Польщі
  -  Володар (1): 1994
  -  Фіналіст (1): 1990

«Анортосіс»
- Кубок Кіпру
  -  Володар (1): 2001/02

АПОЕЛ
- Перший дивізіон чемпіонату Кіпру
  -  Чемпіон (1): 2003/04

### Збірна
- Літні Олімпійські ігри:
  -  Срібний призер (1): 1992

### Індивідуальні
- Найкращий бомбардир першого дивізіону чемпіонату Кіпру (1): 2001/02